# Stanisław Krawiec
Stanisław  Adam Krawiec (ur. 1944, zm. 17 lipca 2022) – polski inżynier mechanik. Absolwent z 1979 Politechniki Wrocławskiej. Od 2012 profesor na Wydziale Mechanicznym Politechniki Wrocławskiej i dziekan tego wydziału (1990-1993). Za długoletnią i sumienną pracę został odznaczony: Złotym Krzyżem Zasługi, Złotym Medalem za Długoletnią Służbę, Medalem Komisji Edukacji Narodowej, Złotą Odznaką Politechniki Wrocławskiej